# Мекеров, Александр Павлович
Александр Павлович Мекеров (7 апреля 1921 — 7 марта 2002) — советский хозяйственный, государственный и политический деятель.

## Биография
Родился в 1921 году в деревне Кудрино. Член КПСС.
Участник Великой Отечественной войны, выпускник Омского машиностроительного института. С 1951 года — на хозяйственной, общественной и политической работе. В 1951—1984 гг. — председатель Ленинского райисполкома, заведующий промышленно-транспортным отделом Омского горкома КПСС, первый секретарь Центрального райкома КПСС города Омска, завотделом административных, торгово-финансовых органов Омского обкома КПСС, председатель КПК Омского промышленного облисполкома, председатель Омского областного комитета народного контроля, секретарь, второй секретарь Омского обкома КПСС.
Делегат XXVI съезда КПСС.
Умер в Омске в 2002 году. Похоронен на Старо-Северном кладбище.